# Vtora profesionalna futbolna liga 2019-2020
La Vtora profesionalna futbolna liga 2019-2020 è stata la 65ª edizione della seconda divisione del campionato bulgaro di calcio.

## Squadre partecipanti
| Squadra                    | Città            | Stadio                      |
| -------------------------- | ---------------- | --------------------------- |
| Botev Galabovo             | Gălăbovo         | Energitik                   |
| Černomorec Balčik          | Balčik           | Municipale, Balčik          |
| CSKA 1948 Sofia            | Sofia            | Nazionale Vasil Levski      |
| Hebar Pazardžik            | Pazardžik        | Georgi Benkovski            |
| Kariana Erden              | Erden            | Complesso sportivo Kariana  |
| Liteks Loveč II            | Loveč            | Loveč                       |
| Lokomotiv Gorna Orjahovica | Gorna Orjahovica | Lokomotiv, Gorna Orjahovica |
| Lokomotiv Sofia            | Sofia            | Lokomotiv, Sofia            |
| Ludogorec II               | Razgrad          | Nido delle aquile           |
| Montana                    | Montana          | Ogosta                      |
| Neftohimik Burgas          | Burgas           | Arena Sozopol               |
| Pirin Blagoevgrad          | Blagoevgrad      | Hristo Botev                |
| Pomorie                    | Pomorie          | Pomorie                     |
| Septemvri                  | Sofia            | Bistrica                    |
| Spartak Pleven             | Pleven           | Pleven                      |
| Spartak Varna              | Varna            | Spartak                     |
| Strumska Slava             | Radomir          | Municipale, Radomir         |
| Vereja                     | Stara Zagora     | Trace Arena                 |

## Classifica finale
|  | Pos. | Squadra           | Pt | G  | V  | N | P  | GF | GS | DR  |
|  | ---- | ----------------- | -- | -- | -- | - | -- | -- | -- | --- |
|  | 1.   | CSKA 1948 Sofia   | 55 | 21 | 18 | 1 | 2  | 59 | 18 | +41 |
|  | 2.   | Septemvri Sofia   | 52 | 20 | 17 | 1 | 2  | 47 | 19 | +28 |
|  | 3.   | Montana           | 42 | 21 | 13 | 3 | 5  | 40 | 17 | +23 |
|  | 4.   | Lokomotiv Sofia   | 39 | 21 | 12 | 3 | 6  | 34 | 18 | +16 |
|  | 5.   | Neftohimik Burgas | 33 | 21 | 10 | 3 | 8  | 35 | 29 | +6  |
|  | 6.   | Hebăr Pazardžik   | 33 | 21 | 10 | 3 | 8  | 35 | 30 | +5  |
|  | 7.   | Liteks Loveč      | 32 | 20 | 9  | 5 | 6  | 29 | 15 | +14 |
|  | 8.   | Kariana Erden     | 32 | 20 | 9  | 5 | 6  | 30 | 24 | +6  |
|  | 9.   | Lokomotiv GO      | 29 | 21 | 8  | 5 | 8  | 32 | 30 | +2  |
|  | 10.  | Botev Gălăbovo    | 25 | 21 | 6  | 7 | 8  | 23 | 32 | -9  |
|  | 11.  | Pirin Blagoevgrad | 25 | 20 | 6  | 7 | 7  | 24 | 29 | -5  |
|  | 12.  | Ludogorec II      | 24 | 21 | 5  | 9 | 7  | 20 | 25 | -5  |
|  | 13.  | Strumska Slava    | 22 | 21 | 7  | 1 | 13 | 21 | 34 | -13 |
|  | 14.  | Čern. Balčik      | 22 | 20 | 6  | 4 | 10 | 15 | 27 | -12 |
|  | 15.  | Spartak Varna     | 10 | 21 | 2  | 4 | 15 | 6  | 42 | -36 |
|  | 16.  | Spartak Pleven    | 7  | 21 | 2  | 4 | 15 | 10 | 41 | -31 |
|  | 17.  | Pomorie           | 6  | 21 | 2  | 3 | 16 | 15 | 45 | -30 |

Legenda:
      Promossa in Părva liga 2020-2021
      Retrocessa in Treta liga 2020-2021

## Spareggi promozione-retrocessione
Le squadre classificate al dodicesimo e tredicesimo posto in Părva liga sfidano rispettivamente le squadre classificatesi al terzo e al secondo posto in Vtora liga. Le vincenti sono ammesse a partecipare alla successiva edizione della Părva liga.
|             | Risultati |                 | Luogo e data          |
| ----------- | --------- | --------------- | --------------------- |
| Dunav Ruse  | 1 - 4     | Montana         | Sofia, 17 luglio 2020 |
| Carsko Selo | 2 - 0     | Septemvri Sofia | Sofia, 18 luglio 2020 |
|             |           |                 |                       |

Legenda:
      Promossa in Părva liga 2020-2021
      Retrocessa in Vtora liga 2020-2021